# Hansnes
Hansnes ist eine Ortschaft in der norwegischen Kommune Karlsøy in der Provinz (Fylke) Troms. Der Ort stellt das Verwaltungszentrum von Karlsøy dar und hat 1588 Einwohner (Stand: 1. Januar 2024).

## Geografie

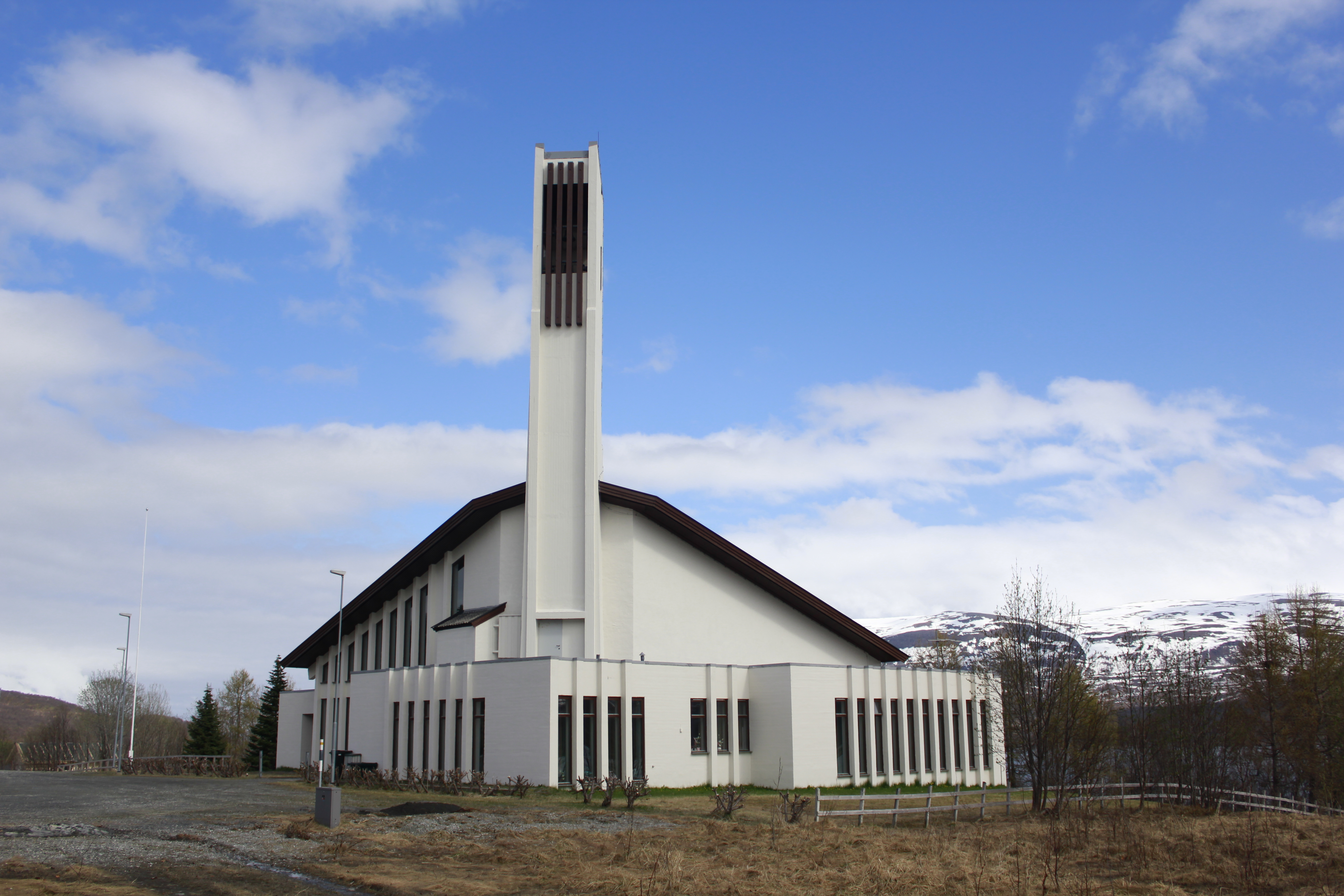
Ringvassøy kirke

Hansnes liegt etwa 60 Kilometer nördlich der Stadt Tromsø an der Nordostküste der Insel Ringvassøya. An der gegenüberliegenden Seite der Meerenge Langsundet liegt die Insel Reinøya. Durch den Ort verläuft der Fylkesvei 863, welcher entlang der Küste von der Nordostküste bis an den in der Kommune Tromsø gelegenen Südwesten der Insel führt. Von Hansnes aus führen des Weiteren Fährverbindungen zur Reinøy und zu den Inseln Karlsøya und Vanna in den Norden.
Hansnes ist ein sogenannter Tettsted, also eine Ansiedlung, die für statistische Zwecke als eine Ortschaft gezählt wird.

## Religion
In Hansnes befindet sich die Ringvassøy kirke. Dies ist eine im Jahr 1977 errichtete Kirche mit etwa 400 Sitzplätzen. Die Einweihung wurde am 12. Juni 1977 von Bischof Kristen Kyrre Bremer vorgenommen. Das Gebäude hat einen fächerförmigen Grundriss, der Architekt war Nils Toft. Der Plan zum Bau einer Kirche entstand, nachdem sich Hansnes zum Zentrum der Kommune Karlsøy entwickelte.

## Wirtschaft
Für die Wirtschaft ist die Fischerei und die Fischverarbeitung von größerer Bedeutung.